# Cotton in Your Ears
| Recensione | Giudizio |
| ---------- | -------- |
| AllMusic   |          |

Cotton in Your Ears è un album discografico a nome della The James Cotton Blues Band, pubblicato dall'etichetta discografica Verve Forecast Records nell'aprile del 1969.

## Tracce

### LP
Lato A
1. Back to St. Louis – 6:50 (Jimmy Oden, The James Cotton Blues Band)
2. Motorized Blues – 4:10 (Nick Gravenites)
3. The Mule – 2:22 (Alberto Gianquinto)
4. With You on My Mind – 4:43 (Odie Payne)

Lato B
1. I Can't Live without You – 1:55 (Odie Payne)
2. (Please) Tell Me Partner – 4:30 (Mike Bloomfield)
3. Duke Patrol – 2:00 (Mike Bloomfield)
4. Take Me by the Hand – 4:06 (James Cotton)
5. The Coach's Better Days – 3:35 (James Cotton)
6. Take Your Hands Off Her – 2:14 (James Cotton, The James Cotton Blues Band)

## Musicisti
- James Cotton - voce solista (eccetto nei brani: With You on My Mind e I Can't Live without You), armonica
- Luther Tucker - voce solista (solo nei brani: With You on My Mind e I Can't Live without You), chitarra
- Bill Stumuk Nugent - sassofono tenore
- Bob Anderson - basso
- Barry Smith - batteria
- Gordon Kennerly - coach

Ospiti
- Joe Newman - tromba
- Garnett Brown - trombone
- Mark Naftalin - pianoforte
- Mike Bloomfield (accreditato sull'album originale solo come arrangiatore e produttore)
- Mike Bloomfield - chitarra, organo (brani: Back to St. Louis, With You on My Mind, Take Me by the Hand e The Coach's Better Days)[3]

Note aggiuntive
- Michael Bloomfield e Elliot Mazer - produttori, arrangiamenti
- Registrazioni effettuate nell'ottobre del 1968 a New York City, New York (Stati Uniti)
- Bill Blachly - ingegnere delle registrazioni
- Donald Manns - assistente ingegnere delle registrazioni
- Val Valentin - direttore ingegneri delle registrazioni
- David Wilcox - cover art
- Elliot Landy e Todd Cazaux - fotografie copertina album originale
- Dick Smith - art direction[2]